# Io (film)
Io (stylizowany na IO, w dystrybucji międzynarodowej jako EO) – dramat filmowy z 2022 roku w reżyserii Jerzego Skolimowskiego, zrealizowany w polsko-włoskiej koprodukcji na podstawie scenariusza napisanego wspólnie z Ewą Piaskowską. Film, inspirowany dziełem Na los szczęścia, Baltazarze (1966) Roberta Bressona, przedstawia koleje losu osiołka przekazywanego z rąk do rąk. Tematem przewodnim Io jest okrucieństwo ludzi wobec zwierząt.
Io powstał w warszawskiej wytwórni Skopia Film. Skolimowski i Piaskowska pełnili również funkcje producentów filmu. Zdjęcia do filmu nakręcił operator Michał Dymek, natomiast ścieżkę muzyczną do niego skomponował Paweł Mykietyn. Okres zdjęciowy filmu trwał od 2020 do 2022 roku.
Io został powszechnie pozytywnie przyjęty przez krytyków, którzy porównywali go na korzyść z Baltazarem, chwalili brawurowe zdjęcia Dymka, występ sześciu osiołków wcielających się w głównego bohatera oraz nieantropocentryczne przesłanie filmu. Io otrzymał szereg nagród i wyróżnień, w tym Nagrodę Jury na Festiwalu Filmowym w Cannes, sześć nagród na rozdaniu Polskich Nagród Filmowych (także dla najlepszego filmu) oraz nominację do Oscara dla najlepszego filmu międzynarodowego.

## Fabuła
Film opowiada historię osiołka urodzonego w polskim cyrku, którego opiekunką jest darząca go miłością artystka Kasandra. W cyrku osiołek jest bity i dręczony przez właściciela, toteż Kasandra – żeby ratować zwierzę – donosi o jego losach aktywistom chroniącym prawa zwierząt. Osiołek zostaje przeniesiony do stadniny koni, a następnie ośrodka terapeutycznego dla dzieci, skąd jednak ucieka, tęskniąc za swoją dawną opiekunką.
Podczas tułaczki osiołek dociera na boisko, gdzie rozgrywa się mecz prowincjonalnego klubu piłki nożnej. Osiołek przypadkiem przynosi zwycięstwo gospodarzom, przez co biorą go oni jako swoją maskotkę. Jednakże nocą, kiedy klub gremialnie świętuje zwycięstwo, obławę przypuszczają na jego członków pseudokibice konkurencyjnej drużyny. Wracając z bandyckiego nalotu, kibole dostrzegają osiołka i brutalnie go biją kijami bejsbolowymi.
Osiołek budzi się po pewnym czasie, poddany rehabilitacji. Trafia do zakładu okrutnego hodowcy lisich futer, następnie zaś zostaje sprzedany kierowcy tira, który wyjeżdża za granicę. Kierowca zostaje jednak zabity przez napotkaną bezdomną, którą przedtem próbował molestować seksualnie. W wyniku zamieszania spowodowanego zabójstwem osiołek zostaje przygarnięty przez włoskiego podróżnika, który okazuje się księdzem. Osiołek trafia do Włoch, gdzie okresowo cieszy się względnym spokojem. Jednakże ksiądz – pasierb francuskiej magnatki zwanej Księżną – okazuje się targany ziemskimi namiętnościami i traci możliwość posługi.
Pod koniec filmu osiołek zostaje sprzedany do włoskiej rzeźni, gdzie przeznacza się go do uboju.

## Obsada
Źródło: Filmpolski.pl

- Ettore, Hola, Marietta, Mela, Rocco i Tako – osiołek
- Sandra Drzymalska – Kasandra
- Isabelle Huppert – Księżna
- Lorenzo Zurzolo – Vito
- Mateusz Kościukiewicz – Mateo
- Tomasz Organek – Ziom
- Lolita Chammah – Dora
- Agata Sasinowska – Kaja
- Anna Rokita – Dorota
- Michał Przybysławski – Zenek
- Gloria Iradukunda – Zea
- Piotr Szaja – stajenny
- Aleksander Janiszewski – komornik
- Delfina Wilkońska – aktywistka
- Andrzej Szeremeta, Waldemar Barwiński – weterynarze
- Wojciech Andrzejuk, Mateusz Murański – kibole
- Marcin Drabicki – Jan
- Maciej Stępniak – Wasyl
- Fernando Junior Gomes da Silva – morderca
- Krzysztof Karczmarz – trener Dyspensy
- Saverio Fabbri – handlarz zwierzętami
- Katarzyna Russ – kelnerka

## Produkcja
Io powstał w warszawskiej wytwórni Skopia Film, przy współudziale włoskiego studia Alia Film. Producentami filmu byli reżyser Jerzy Skolimowski i współscenarzystka Ewa Piaskowska. Producentem wykonawczym filmu był Jeremy Thomas, zarządzający wytwórnią Recorded Picture Company. Wśród innych członków ekipy filmowej, z którymi dotąd Skolimowski regularnie współpracował, znajdowali się kompozytor Paweł Mykietyn, montażystka Agnieszka Glińska oraz dźwiękowiec Radosław Ochnio.
Pomysł na Io wziął się z fascynacji Skolimowskiego filmem Roberta Bressona Na los szczęścia, Baltazarze! (1966), jak sam Skolimowski twierdził – jedynym filmem, na którym uronił łzy pod koniec seansu. Baltazara Skolimowski miał okazję obejrzeć, gdy jego film Walkower (1965) znalazł się w dziesiątce najlepszych filmów roku czasopisma „Cahiers du cinéma” (na drugim miejscu, tuż za Baltazarem). Skolimowski, zaciekawiony liderem zestawienia „Cahiers”, podczas seansu bardzo uwierzył w finałową śmierć zwierzęcia z filmu Bressona. Reżyser Io poszedł jednak dalej, skupiając całą uwagę widza na postaci osła, ukazując jego uczucia i wspomnienia. Tytuł filmu nawiązuje do dźwięku, jaki wydają osły.

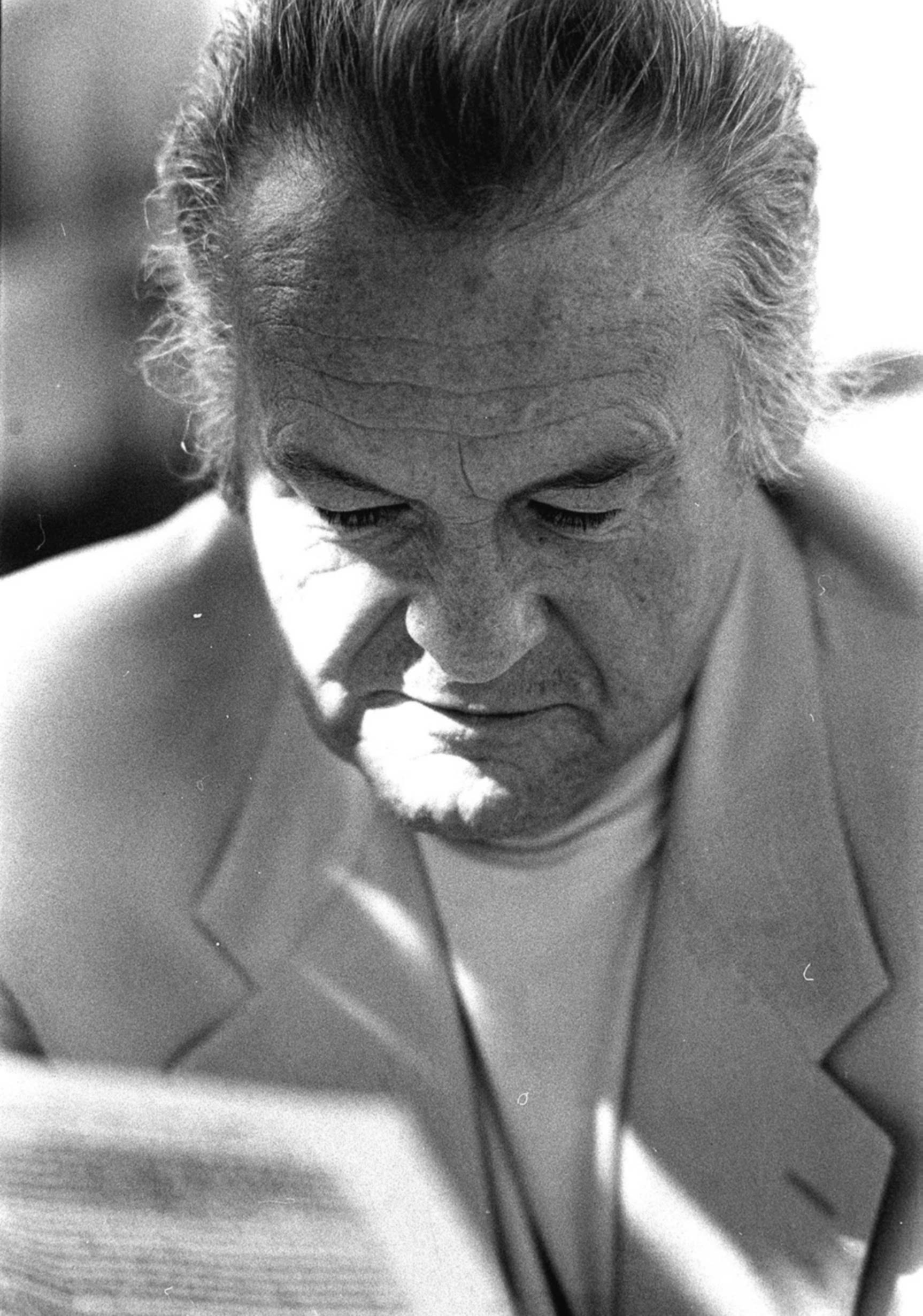
Jerzy Skolimowski, reżyser filmu (2010)

Skolimowski próbował poruszyć sumieniami ludzi wobec zwierząt, uznając ogólny stosunek rodzaju ludzkiego do fauny za „całkowicie niesprawiedliwy”, wręcz „okrutny i barbarzyński”. W trakcie prac zdjęciowych Skolimowski miał znacząco ograniczyć spożycie mięsa, niektórzy członkowie ekipy filmowej zrezygnowali z mięsnych posiłków całkowicie.
Żeby widzowie mogli odczuć przeżycia osła, Skolimowski starał się zaczynać sekwencje od master shots miejsca akcji (żeby widzowie zrozumieli, gdzie się toczy akcja), a następnie kręcił zbliżenia na osła, wreszcie ujęcia z subiektywnej perspektywy zwierzęcia. To zadanie przypadło operatorowi Michałowi Dymkowi. Dymek na potrzeby Io użył kamery Arri Alexa Mini LF w połączeniu z obiektywami Canon K35 oraz Leica R. Większość ujęć zarejestrowana została na obiektywie 35 mm, czasami przebijane na 50 mm. Do ujęć specjalnych wykorzystał obiektywy Leica R, 19 mm do ujęć szerokich Macro-Elmarit-R 60 mm do przebitek na detale. Do kręcenia kluczowej sceny polowania na osiołka za pomocą broni z celownikami laserowymi Dymek wykorzystał dwie lampy 18-kilowatowe, kamerę na wysięgniku oraz naturalne zamglenie doliny, w której trwały zdjęcia. Dymek przyznał, że scena ta wyglądała jak w malarstwie romantycznym.
Na dofinansowanie filmu Skolimowski i Piaskowska zebrali środki z Podkarpackiego Regionalnego Funduszu Filmowego, Warmińsko-Mazurskiego Funduszu Filmowego oraz wrocławskiej Strefy Kultury. Polski Instytut Sztuki Filmowej przyznał projektowi (pod roboczą nazwą Baltazar) dofinansowanie w wysokości 3 milionów złotych, przy deklarowanym łącznym budżecie wynoszącym ponad 10,5 miliona złotych. Do filmu dołożyły się również europejski oddział HBO oraz prywatni polscy inwestorzy. Pierwszy dzień zdjęciowy odbył się w Custonaci na Sycylii na początku 2020 roku. Zdjęcia zakończono w Rzymie w marcu 2022 roku. W międzyczasie ekipa filmowa zdołała nakręcić sceny także na Podkarpaciu i na Mazurach oraz w warszawskim pałacu w Wilanowie. Na potrzeby zdjęć główną filmową postać zwierzęcia zagrało sześć osłów, które nie sprawiały problemów przy kręceniu scen z ich udziałem.

### Ścieżka dźwiękowa
Ścieżka dźwiękowa do Io autorstwa Pawła Mykietyna ukazała się we wrześniu 2022 roku nakładem wydawnictwa Milan Records i składa się z 19 utworów.
| Nr  | Tytuł utworu        | Długość |
| --- | ------------------- | ------- |
| 1.  | „The Beginning”     | 2:38    |
| 2.  | „After The Circus”  | 4:42    |
| 3.  | „Wolves, Lasers”    | 5:11    |
| 4.  | „Tunnel”            | 4:20    |
| 5.  | „White Horse”       | 1:14    |
| 6.  | „Love Story”        | 1:24    |
| 7.  | „Serpentine”        | 3:01    |
| 8.  | „Kite”              | 2:31    |
| 9.  | „Italia”            | 3:06    |
| 10. | „Robot”             | 1:34    |
| 11. | „Panting Donkey”    | 1:22    |
| 12. | „Isabelle 1”        | 1:03    |
| 13. | „Fox”               | 2:42    |
| 14. | „Isabelle 2”        | 0:47    |
| 15. | „Flashback”         | 1:54    |
| 16. | „Final”             | 3:09    |
| 17. | „The End”           | 4:53    |
| 18. | „Skier”             | 1:21    |
| 19. | „Tribute to Donkey” | 4:05    |
|     |                     | 50:57   |

## Odbiór

### Dochody i frekwencja kinowa
Według portalu Box Office Mojo Io do początku września 2023 roku w kinach przyniósł przychody w wysokości 2,3 miliona dolarów. Poza Polską największy sukces film odniósł w Stanach Zjednoczonych (około 1,07 miliona dolarów) i we Francji, gdzie w analogicznym okresie przyniósł dochody w wysokości około 850 tysięcy dolarów.
W Polsce film był pokazywany w ograniczonej dystrybucji, zbierając do listopada 2022 roku widownię złożoną z zaledwie 30 tysięcy widzów. Raport Polskiego Instytutu Sztuki Filmowej z października 2022 roku wykazał, że widzowie w Polsce chwalili przeważnie film za walory artystyczne oraz reżyserię (badanie na próbie 200 respondentów); badani widzowie mieli natomiast obiekcje wobec tematyki Io, scenariusza oraz tego, że film nie angażował ich uwagi.

### Odbiór w Polsce
Krytycy w Polsce byli przeważnie pozytywnie nastawieni do Io, choć nie bez sceptycyzmu. Według polskiego agregatora recenzji filmów, Mediakrytyka, 92% z 17 agregowanych recenzji filmu było pozytywnych, przy średniej ocen 7,2 na 10 punktów (stan z marca 2023 roku).
Grzegorz Brzozowski w recenzji dla „Kultury Liberalnej” przekonywał, że Io wykazuje podobieństwa do powieści Olgi Tokarczuk Prowadź swój pług przez kości umarłych, zwłaszcza w przesłaniu, iż osiołek tak jak ludzie kieruje się „międzygatunkowymi uniwersaliami”: „tęsknotą za chwilą bliskości oraz chęcią uniknięcia bólu i śmierci”. Zdaniem Iwony Kurz z „Dwutygodnika” film Skolimowskiego przenika ośli punkt widzenia, a „mieszanka grozy i piękna, przygody i magii, miłości i przemocy” stanowi w filmie aluzję do starożytnego utworu Złoty osioł Apulejusza. Zdaniem Kurz reżyser pokazuje, „jak prymitywni bywają ludzie: naturalnie wrażliwi jak Kasandra, nieporadnie życzliwi jako kierowca tira, pogubieni w cywilizowanych konwencjach i formach jak hrabina i ksiądz”.
Wiktor Rusin w recenzji dla „Krytyki Politycznej” dopatrzył się w Io nie tylko „jednego z pierwszych filmów aż tak dosłownie oddających głos zwierzętom jako istotom cierpiącym i wykluczonym”, ale również akcentował aktualne przesłanie polityczne: „W niespełna minutowym epizodzie otwarcia nowoczesnej stajni, którą święci kapłan, a mowa inauguracyjna traktuje o nieprawidłowościach poprzedników oraz osiągnięciach dzisiejszych gospodarzy, reżyser podsumował […] całego ducha epoki rządów Morawieckiego, a zwłaszcza jej oficjalnej narracji. Co mistrz, to mistrz”. Również Janusz Wróblewski w tekście dla „Polityki” akcentował zbieżność filmu z rzeczywistością młodości reżysera spędzonej w latach PRL-u: „Nawet typy przecinające biało-czerwoną wstęgę czy kibole odgrywający rytualny taniec nienawiści wydają się skądś znajomi: tępi, rubaszni, agresywni, jakby czas się zatrzymał i stanął w miejscu”. Wróblewski jednak akcentował, że forma filmu Skolimowskiego jest „nowoczesna” i przeciwstawiona „banalnemu” pierwowzorowi Bressona.
Anna Tatarska z portalu Onet doceniała piękno obrazów Io, chwaliła też występ osiołków wcielających się w głównego bohatera. Według Tatarskiej jednak gorzej wypadli ludzcy aktorzy, których kreacje „bez wyjątku zdają się bardzo teatralne, brak im naturalności”; opinia Tatarskiej dotyczyła także Sandry Drzymalskiej w roli Kasandry. Michał Walkiewicz w recenzji dla Filmwebu ocenił filmową perspektywę zwierzęcia jako „moralnie podejrzaną”. Igor Kierkosz w tekście dla „Kina” ostro krytykował Io za „bezcelowe wybiegi” oraz narzucające się przesłanie: „Całość sprowadza się do dychotomii: dobry osioł versus reszta zgniłego świata, a szczytem opowiadania obrazem jest tu metafora osiołka w zamknięciu spoglądającego na galop dzikich koni wśród trawy”. Zdaniem Jakuba Jaworskiego z portalu Głos Kultury największą słabością filmu jest „zupełnie pozbawiony sensu dramat rodzinnego księdza-hazardzisty i jego przyrodniej matko-kochanki”.
Krytyce podlegała również „nachalna” muzyka Pawła Mykietyna. Reżyser Artur Wyrzykowski, chwaląc film jako „piękną promocję weganizmu” i unikalne „doświadczenie spojrzenia na zwierzę jak na osobę”, wyrażał jednak zwątpienie, czy rzeczywiście przekaz kierowany do widzów może być skuteczny.

### Odbiór w Stanach Zjednoczonych i w Wielkiej Brytanii
W krajach anglosaskich Io spotkał się z entuzjastycznym odbiorem. Według agregatora Rotten Tomatoes 96% ze 135 recenzji w serwisach anglojęzycznych było pozytywnych, przy średniej ocen wynoszącej 8,2 na 10 punktów (stan z marca 2023 roku). Według innego agregatora Metacritic średnia ważona ocen z 30 recenzji wyniosła 85 na 100 punktów (stan z marca 2023 roku), co tożsame jest z „powszechnym uznaniem”.
Mark Kermode z brytyjskiego „The Observera” chwalił Io jako dzieło „dziwnie wspaniałe”, doceniając przy tym pracę operatorską Michała Dymka „z mieszanką scen kręconych z ręki w stylu verité i sennej, poetyckiej magii”. Alex Godfrey z „Empire” również cenił wręcz „operowe” obrazy:

Kamera z drona przelatuje przez las z czerwonym filtrem. Kamera Steadicam podąża za EO przez tunel, kiedy jest on oblegany przez nietoperze. Woda w rzece jest filmowana krystalicznie. Martwy ptak, spadający z nieba, rozbryzguje się na runie leśnym. Niesamowita groza życia.

Maxwell Rabb z amerykańskiego „Chicago Readera” uznał Io za „przejmującą, wyciskającą łzy epopeję o marności i okrucieństwie współczesnego życia”, która w opinii recenzenta dała zwierzęciu bardziej wiarygodną osobowość niż typowe filmy disnejowskie. Zdaniem recenzenta „Time Out London”, Phila de Semlyena, Io dobitnie pokazuje, że „ludzkość jak zawsze jest zdolna tylko do rutynowej brutalności i bezdusznej obojętności”. Semlyen podkreślał, że widz jego zdaniem może się obawiać bardziej nędzy samej ludzkości aniżeli osiołka. W mediach anglojęzycznych pojawiały się też interpretacje wskazujące na porównanie losu zarzynanych zwierząt z Zagładą Żydów. To skojarzenie miało być motywowane sceną, w której osiołek przechadza się wśród zarośniętych nagrobków o napisach wygrawerowanych w języku hebrajskim. 
Mark Jenkins z „The Washington Post” uznał Io za film niemalże perfekcyjny, lecz dopatrzył się jednego rzucającego się w oczy błędu; zdaniem Jenkinsa wątek z Księżną w kreacji Isabelle Huppert został doklejony bez związku z resztą akcji filmu. Chuck Bowen w recenzji dla magazynu „Slant” twierdził z kolei, że „ludzie w Io to głównie abstrakcje”, przy których filmowy osiołek zdecydowanie staje się postacią pierwszoplanową. Bowen jednak podsumowywał, że 84-letni wówczas Skolimowski nakręcił film pod wpływem „desperackiej szczerości”, jakby tuż przed zawodową emeryturą lub śmiercią: „Pozornie wolny od fabuły i oczekiwań, Io jest napędzany przede wszystkim potrzebą uznania własnego wewnętrznego, poetyckiego zapału”.

### Odbiór we Francji
We Francji również Io został bardzo dobrze przyjęty. Hervé Aubron z czasopisma „Cahiers du cinéma” wskazywał na substancjalną różnicę między dziełem Skolimowskiego a Baltazarem: bohater filmu polskiego reżysera „jawi się, jak osioł Bressona, w większości beznamiętny, gdy jest przywłaszczany lub brutalnie traktowany, lecz nie jest wyłącznie męczennikiem, ani nie poddaje się całkowicie swojemu losowi – a to już warte jest remake’u”. Eric Neuhoff w recenzji dla „Le Figaro” odszukał powiązania pomiędzy filmem Skolimowskiego i Piaskowskiej a twórczością literacką Fiodora Dostojewskiego, podkreślając przy tym, że niektóre sekwencje „zapierają dech w piersiach”. Mathieu Macheret z „Le Monde” uznawał punkt widzenia osiołka za wyraźnie zaprzeczający antropocentryzmowi kina. Vincent Ostria z „L’Humanité” przekonywał, że Skolimowski, ożywiając język kina, „w wieku 84 lat nie stracił nic ze swojej wiary jako pionier i jako ktoś, kto nie pozwala nam kręcić się w kółko”.

### Nagrody i nominacje
Io okazał się wielkim sukcesem festiwalowym, zdobywając m.in. Nagrodę Jury na Festiwalu Filmowym w Cannes oraz sześć Polskich Nagród Filmowych (Orłów), w tym dla najlepszego filmu roku (zob. tabela poniżej). Był też nominowany do Oscara dla najlepszego filmu międzynarodowego, przegrywając rywalizację z niemieckim filmem Na Zachodzie bez zmian (2022) Edwarda Bergera.
| Rok  | Festiwal/instytucja                                            | Nagroda                                                     | Osoba nominowana                 | Wynik     |
| ---- | -------------------------------------------------------------- | ----------------------------------------------------------- | -------------------------------- | --------- |
| 2022 | Festiwal Filmowy w Cannes                                      | Nagroda Jury                                                | Jerzy Skolimowski                | Wygrana   |
| 2022 | Festiwal Filmowy w Cannes                                      | Cannes Soundtrack Award                                     | Paweł Mykietyn                   | Wygrana   |
| 2022 | Międzynarodowy Festiwal Filmowy w Valladolid                   | Nagroda za reżyserię                                        | Jerzy Skolimowski                | Wygrana   |
| 2022 | Europejska Nagroda Filmowa                                     | Najlepszy reżyser                                           | Jerzy Skolimowski                | Nominacja |
| 2022 | Europejska Nagroda Filmowa                                     | Najlepszy kompozytor                                        | Paweł Mykietyn                   | Wygrana   |
| 2022 | Festiwal Filmu Polskiego w Ameryce                             | Nagroda Specjalna Jury                                      | Jerzy Skolimowski                | Wygrana   |
| 2022 | Festiwal Filmu Polskiego w Ameryce                             | Nagroda Krytyków Chicagowskich                              | Jerzy Skolimowski                | Wygrana   |
| 2022 | Festiwal Filmu Polskiego w Ameryce                             | Nagroda za muzykę                                           | Paweł Mykietyn                   | Wygrana   |
| 2022 | New York Film Critics Circle                                   | Najlepszy film międzynarodowy                               | Jerzy Skolimowski Ewa Piaskowska | Wygrana   |
| 2022 | Los Angeles Film Critics Association                           | Najlepszy film obcojęzyczny                                 | Jerzy Skolimowski Ewa Piaskowska | Wygrana   |
| 2023 | Koła Piśmiennictwa Filmowego Stowarzyszenia Filmowców Polskich | Złota Taśma za najlepszy film polski                        | Jerzy Skolimowski Ewa Piaskowska | Wygrana   |
| 2023 | Amerykańska Akademia Sztuki i Wiedzy Filmowej                  | Oscar dla najlepszego filmu międzynarodowego                | Jerzy Skolimowski Ewa Piaskowska | Nominacja |
| 2023 | Francuska Akademia Sztuki i Techniki Filmowej                  | Cezar za najlepszy film zagraniczny                         | Jerzy Skolimowski Ewa Piaskowska | Nominacja |
| 2023 | Polska Akademia Filmowa                                        | Orzeł za najlepszy film                                     | Jerzy Skolimowski Ewa Piaskowska | Wygrana   |
| 2023 | Polska Akademia Filmowa                                        | Orzeł za najlepszą reżyserię                                | Jerzy Skolimowski                | Wygrana   |
| 2023 | Polska Akademia Filmowa                                        | Orzeł za najlepszy scenariusz                               | Jerzy Skolimowski Ewa Piaskowska | Wygrana   |
| 2023 | Polska Akademia Filmowa                                        | Orzeł za najlepsze zdjęcia                                  | Michał Dymek                     | Wygrana   |
| 2023 | Polska Akademia Filmowa                                        | Orzeł za najlepszą muzykę                                   | Paweł Mykietyn                   | Wygrana   |
| 2023 | Polska Akademia Filmowa                                        | Orzeł za najlepszy montaż                                   | Agnieszka Glińska                | Wygrana   |
| 2023 | Polska Akademia Filmowa                                        | Orzeł za najlepszą scenografię                              | Mirosław Koncewicz               | Nominacja |
| 2023 | Polska Akademia Filmowa                                        | Orzeł za najlepsze kostiumy                                 | Katarzyna Lewińska               | Nominacja |
| 2023 | Polska Akademia Filmowa                                        | Orzeł za najlepszy dźwięk                                   | Radosław Ochnio                  | Nominacja |
| 2023 | Polska Akademia Filmowa                                        | Orzeł za najlepszą główną rolę kobiecą                      | Sandra Drzymalska                | Nominacja |
| 2023 | Polska Akademia Filmowa                                        | Orzeł za najlepszą drugoplanową rolę męską                  | Mateusz Kościukiewicz            | Nominacja |
| 2023 | Motion Picture Sound Editors                                   | Złota Szpula za najlepszy dźwięk w filmie nieanglojęzycznym | Radosław Ochnio                  | Nominacja |
|      | Stowarzyszenie Autorów Zdjęć Filmowych                         | Nagroda PSC                                                 | Michał Dymek                     | Nominacja |